# مگان هاج
مگان هاج (انگلیسی: Megan Hodge؛ زادهٔ ۱۵ اکتبر ۱۹۸۸) یک بازیکن والیبال اهل ایالات متحده آمریکا است. 